# 일치 위계
일치 위계(agreement hierarchy)란 언어학에서 여러 언어들에 보편적인 언어 현상을 통일적으로 설명하기 위해 사용되는 체계적 위계 중 하나로서, 일치에 관한 것을 의미한다. 이 위계는 그레블 코르벳(Greville Corbett)의 1991년 논문에서 제시되었다. 그 체계는 다음과 같다.
- 제한적 형용사 > 술어 > 관계대명사 > 인칭대명사

많은 언어에 존재하는 문법적 일치 현상에서는 통제어의 성, 수, 격 등에 의해 통제어와 과녁이 서로 영향을 주고받는다. 이 일치는 의미론적 일치와 통사론적 일치로 나뉘는데, 때로 의미론적 일치와 통사론적 일치가 충돌할 때가 있다. 예컨대 독일어의 'Mädchen(소녀)'이라는 명사는 지소형 어미 '-chen'이 붙었기 때문에 통사론적으로 중성이다. 그러나 이 단어가 지칭하는 대상은 의미론적으로 여성이 되어 충돌이 발생한다.
코르벳은 이러한 통사론적-의미론적 일치가 위의 위계에 따라 정리될 수 있다고 주장한다. 위의 일치 위계에서, 오른쪽으로 진행하면 의미론적 일치의 가능성이 단조적으로 증가하며, 왼쪽으로 진행하면 통사론적 일치의 가능성이 단조적으로 증가한다는 것이다. 이 위계는 과녁이 통제어에서 떨어져 있는 정도, 좀 더 정확하게는 구절 구조 상의 거리의 정도와 같다. 예컨대 다음과 같은 문장을 관찰해 보자.
- The tall lady who is here is beautiful and I love her.

이 문장에서, 일치의 통제어인 'lady'와 한정적 형용사 'tall', 술어 'beautiful', 관계대명사 'who', 인칭대명사 'her'을 구절 구조 상에서 다음과 같이 나타낼 수 있다.
- [The tall lady] [who is here]] is beautiful] and [I love her]

이 순서는 위의 위계와 정확히 일치한다.

## 술어 위계
일치 위계의 항목 중 술어에 대해서는 특별한 위계가 따로 존재한다. 영국의 언어학자 버나드 컴리(Bernard Comrie)는 1975년 논문에서, 네 가지 종류의 술어에 대해 그 일치의 위계를 논하였다. 그의 체계는 다음과 같다.
- 동사 > 분사 > 형용사 > 명사

이 위계는 술어 위계(predicate hierarchy)라 불리는 것이다. 컴리에 따르면, 술어 위계의 오른쪽으로 진행할수록 의미론적 일치를 보일 가능성이 높으며, 왼쪽으로 진행할수록 통사론적 일치를 보일 가능성이 높다고 한다.

## 같이 보기
- 논항 돌출 위계
- 생물성 위계

## 참고 문헌
- 윤병달, 『언어와 의미』, 도서출판 동인, 2009, 82쪽, 154쪽.